# Das Hungerlied

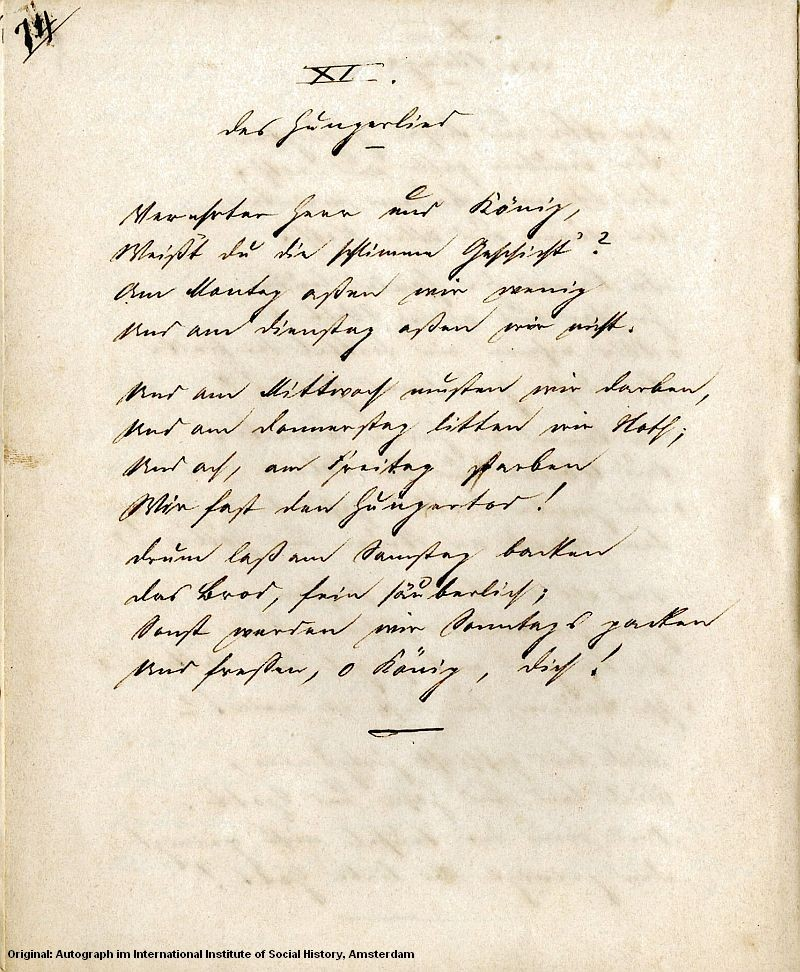
Autograph des Textes zum Gedicht „Hungerlied“ von Georg Weerth (1822–1856)

Das Hungerlied ist ein Gedicht von Georg Weerth (1822–1856), das im Jahr 1844 während der Weberaufstände entstand und als Werk der politischen Lyrik der literarischen Epoche des Vormärz zuzuordnen ist.

## Gedicht
Verehrter Herr und König,

Weißt du die schlimme Geschicht?

Am Montag aßen wir wenig,

Und am Dienstag aßen wir nicht.

Und am Mittwoch mussten wir darben

Und am Donnerstag litten wir Not;

Und ach, am Freitag starben

Wir fast den Hungertod!

Drum lass am Samstag backen

Das Brot fein säuberlich –

Sonst werden wir sonntags packen

Und fressen, o König, dich!

## Form und Interpretation
Das Gedicht ist in 3 Strophen mit jeweils 4 Versen gegliedert. Es weist im ganzen Verlauf einen einfachen Kreuzreim auf.
In allen Strophen spricht das Volk zum König und beklagt anhand der Wochentage seine wachsende Hungersnot, die am Freitage beinahe zum Hungertod führt. Die Anapher „Und am Mittwoch […] Und am Donnerstag […] Und […] am Freitag“ in Verbindung mit der Klimax der Intensität des Hungers in der zweiten Strophe erhöht die Spannung auf die letzte Zeile. In der dritten Strophe wird metaphorisch der Sturz des Königs angedeutet, falls er sein Volk weiterhin hungern lässt.
Das Gedicht schildert die soziale Not während des Pauperismus sowie die wachsende Bereitschaft des Volks, sich gegen die absolutistische Herrschaft von König und Adel aufzulehnen. Es ist ein Vorzeichen der späteren Märzrevolution von 1848/49 sowie anderer revolutionärer Entwicklungen in Mitteleuropa. Wenn das Lied "auch keine expliziten Bezüge zur Situation in Schlesien aufweist, so zielt Weerth jedoch "auf die Lage der Arbeiterschaft im Allgemeinen (nicht zuletzt durch den Kontext im Zyklus „Die Not“)".

## Rezeption
Ebenso wie „Das Hungerlied“ blieben Weerths Texte und Gedichte zu Lebzeiten vielfach ungedruckt. Nach mehr als 100 Jahren publizierte es schließlich Bruno Kaiser 1952 in der Anthologie „Die Achtundvierziger“ zum ersten Mal. Im Zug der Liedermacher- und Folkbewegung der 1970er Jahre wurde es darauf auch zum gesungenen Lied. So vertonte es Dieter Süverkrüp 1973 auf der Schallplatte „1848“, ebenso die DDR-Folkband Wacholder (1984) in ihrem Konzertprogramm.
Das Gedicht ist noch heute im Deutschunterricht präsent.